# كأس سابورتا 1999–2000
كأس سابورتا 1999–2000  هو موسم من كأس سابورتا. أقيم خلال الفترة 21 سبتمبر 1999 وحتى 11 أبريل 2000، وشارك فيه  48  فريقاً، وفاز فيه نادي إيه إي كي لكرة السلة.